# Thomas Kerstan
Thomas Kerstan (* 5. Mai 1958 in Hamburg) ist ein deutscher Journalist und Autor. Bei der Wochenzeitung Die Zeit ist er bildungspolitischer Korrespondent, Chefredakteur des Zeit Studienführers und Herausgeber von Zeit Campus.

## Leben
Kerstan machte zunächst eine Ausbildung zum Industriekaufmann.  Danach war er Chefredakteur des Jugendmagazins elan in Dortmund und absolvierte anschließend an der Universität Hamburg ein Studium der Informatik, das er mit dem Diplom abschloss. Gleichzeitig war er Geschäftsführender Gesellschafter der „Gesellschaft für Weiterbildung“ in Rostock.
Kerstan ist Redakteur bei der Hamburger Wochenzeitung Die Zeit und leitete bis 2014 das von ihm gegründete Bildungsressort „Chancen“. Seit 2015 ist er Bildungspolitischer Korrespondent des Blattes. Zudem ist er Mitgründer und Chefredakteur des einmal jährlich erscheinenden Studienführers dieser Wochenzeitung. Im Oktober 2006 war er Gründer des Studentenmagazins Zeit Campus. Zunächst fungierte er dabei als Chefredakteur, im Juli 2007 rückte er zu dessen Herausgeber auf.
Am 23. November 2006 verlieh der Aktionsrat Bildung den „Medienpreis Bildung 2006“ an Die Zeit, wobei Dieter Lenzen, Vorsitzender des Aktionsrates Bildung, in seiner Laudatio insbesondere die Berichterstattung der Redakteure Thomas Kerstan (Ressortleiter Chancen), Martin Spiewak (Ressort Wissen) und Jan-Martin Wiarda (Ressort Chancen) hervorhob.
Im April 2013 wurde bekannt, dass das von Kerstan geleitete Zeit-Ressort Chancen Inhalte eines Blogs ohne Nennung der Quelle übernommen hatte. Nachdem verschiedene Medien über die Urheberrechtsverletzung berichtet hatten, veröffentlichte Kerstan in der Zeit eine Entschuldigung.
Er ist verheiratet, hat zwei Kinder und lebt in Cuxhaven.

## Auszeichnungen
- 2006: Medienpreis Bildung[6]

## Werke
- Wissen to go: Ein Studium generale in 100 Begriffen von Manuel J. Hartung und Thomas Kerstan, 1. September 2008
- Was unsere Kinder wissen müssen. Ein Kanon für das 21. Jahrhundert. – Hamburg: Edition Körber, 2018, ISBN 978-3-89684-539-9.